# Бобров, Григорий Егорович
Бобро́в Григорий Егорович (13 октября 1889, Белорецкий завод, Оренбургская губерния — 5 августа 1964) — новатор производства, сталевар Магнитогорского металлургического комбината, инициатор движения за скоростное сталеварение.

## Биография
Родился в 1889 году в городе Белорецке Верхнеуральского уезда Оренбургской губернии.
В 1905 году начал свою трудовую деятельность в мартеновском цехе Белорецкого завода. Работал метельщиком, затем заслонщиком на загрузке печи, канавщиком.
В 1910 году Григорий Егорович был призван в Царскую армию. Участвовал в Первой мировой войне, стал полным Георгиевским кавалером. В годы гражданской войны воевал под командованием Блюхера. Был участником операции по возвращению России четырёх вагонов с золотом, за что был награждён именным оружием.
С 1920 по 1934 годы работал на Белорецком заводе подручным сталевара, сталеваром. В 1934 году Григорий Егорович был командирован в Магнитогорск. В 1936 году мартеновская печь № 11, на которой стал работать Григорий Егорович, впервые перекрыла проектную мощность. В отдельные дни сталеварам удавалось снимать с квадратного метра пода печи до 7,5 тонн стали.
23 июня 1941 года, на второй день войны, на Магнитогорском металлургическом комбинате приступили к освоению выплавки броневой стали и уже в октябре удалось сварить броневую сталь в большегрузной мартеновской печи с основным подом. Магнитогорские металлурги не только освоили выплавку качественной стали в основных печах, но и начали варить её скоростными методами. В первых рядах сталеваров-скоростников шли Г. Е. Бобров, М. П. Артамонов, Ф. И. Болотский, Т. И. Абраменко, А. С. Поздняков. По инициативе Боброва Г. Е., Артамонова М. П., Болотского Ф. И., Абраменко Т. И. развернулось движение за сокращение продолжительности и увеличение веса плавок. В сентябре-октябре 1941 года на 50-75 тонн был увеличен вес броневых плавок. За годы войны бригада Г. Е. Боброва выплавила более 7 000 тонн стали сверх плана. 14 ноября 1945 года по приказу № 405 «…за многолетнюю работу на Магнитогорском металлургическом комбинате» Бобров Григорий Егорович — сталевар мартеновского цеха № 1 получил благодарность и был премирован Домом.
С 1945 по 1948 годы Григорий Егорович работал бригадиром мартеновской печи № 7, передавая молодому поколению сталеплавильщиков свои знания. С 1948 года и до выхода на пенсию в 1951 году работал слесарем-машинистом смолонасосной мартеновского цеха № 2.
Григорий Егорович Бобров скончался 5 августа 1964 года.

## Награды
- Полный Георгиевский кавалер;
- Именное оружие;
- дважды Орден Ленина;
- Орден «Знак Почёта».